# Caylian Curtis

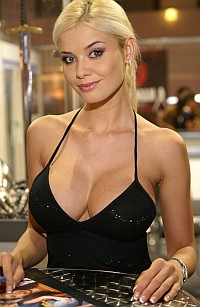
Caylian Curtis auf der Venus Berlin, 2006

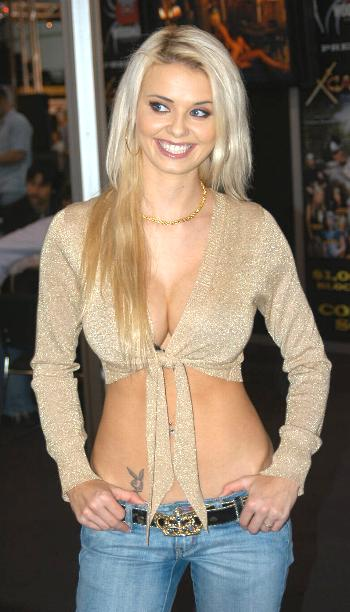
Caylian Curtis bei den AVN Awards, 2007

Caylian Curtis, auch Kathy Lee (* 12. August 1981 in Prag), ist eine tschechische Pornodarstellerin. Ihr bürgerlicher Name ist Kateřina Staňková.

## Leben
Im Sommer 2006 spielte Curtis in Pierre Woodmans Pornofilmproduktion Xcalibur mit. Kurze Zeit später wurde sie Playmate des Monats bzw. Cover-Model der tschechischen Ausgabe der Zeitschrift Playboy.
2007 wurde sie auf dem Festival Internacional de Cine Erótico de Barcelona für den FICEB Award nominiert.

## Filmografie
- 2007: Amazonian Dreams (Woodman Entertainment)
- 2007: Xcalibur (Woodman Entertainment)
- 2007: Xcalibur 2 (Woodman Entertainment)
- 2008: Sex Carnage 1 (Woodman Entertainment)
- 2015: This Is Girl’s World (Climax Films)
- 2015: Anal Sex With 2 Girls (Anal Industries)
- 2015: One Night With Caylian Curtis (Climax Films)
- 2016: One Night With Caylian Curtis 2 (Climax Films)
- 2017: Hardcore Threeways 4 (Devious Productions)
- 2017: Deep Anal Drilling #7 (Dynamite Video)
- 2017: Anal Action (Devious Productions)
- 2018: Euro Anal Desires (Devious Productions)
- 2019: Euro Anal Initiations 2 (Aura Productions)
- 2019: Hard Anal Threesomes (Rosebud)
- 2020: Screw You & Your Friends (Onyx)
- 2021: Threeway Babes (Aura Productions)
- 2021: No Buns No Fun (Aura Productions)

### Aus Archivmaterial
- 2016: Just Girls 2 (Climax Films)
- 2018: Lesbian Group Sex (Jizz Center)